# コンステレーション-X
コンステレーション-X（英語: Constellation-X Observatory）とはNASAが計画していたX線宇宙望遠鏡のミッションコンセプトであり、2008年に、ESAとJAXAの計画していたX線望遠鏡と計画を統合してInternational X-ray Observatory (IXO)を開発する方針に変更された。

X線宇宙物理学に超巨大ブラックホールやその効果、ブラックホール周囲を周回する天体の引きずり込まれる時の事象の地平面等の新たな窓を開く事が見込まれていた。これまでは動画で観測することはできなかったが、コンステレーション-XではX線のドップラー効果による波長偏移を観測する装置を搭載する事で天体がブラックホールに吸い込まれる様子を動画で観測でき一般相対性理論を証明できるとした。
コンステレーション-Xはブラックホールの調査のみならず、宇宙物理学の全ての分野に衝撃を与える事が見込まれた。ブラックホールの調査は一般相対性理論の貴重な証明する試験として使用されるが、コンステレーション-Xは暗黒エネルギーと暗黒物質の調査も行い、試験では物質がブラックホールに引きずり込まれる様子を測定する予定であった。
コンステレーション-XはこれまでのどのX線望遠鏡よりも大きく高分解能のX線分光計を備え、低エネルギー用と高エネルギー用のX線望遠鏡による100eVから40keVの広範囲における観測が予定されていた。

## 関連分野
- チャンドラ (人工衛星)
- ビヨンド・アインシュタイン・プログラム
- グレートオブザバトリー計画
- 宇宙重力波望遠鏡